# Thomas Kean
Thomas Howard Kean, född 21 april 1935 i New York, är en amerikansk republikansk politiker. Han var New Jerseys guvernör 1982–1990.
Kean utexaminerades från Princeton University och fortsatte sedan studierna vid Columbia University. Han undervisade därefter i statskunskap vid Rutgers University.
Kean efterträdde 1982 Brendan Byrne som New Jerseys guvernör och efterträddes 1990 av James Florio.